# Haroldius heimi
Haroldius heimi là một loài bọ cánh cứng trong họ Bọ hung (Scarabaeidae).